# Impasse Patay
Pour les articles homonymes, voir Patay (homonymie).
L'impasse Patay est une voie publique située dans le 8e arrondissement de Lyon, en France.

## Situation et accès
L'impasse débute à proximité du no 85 de la rue Audibert-et-Lavirotte à l'est du quartier du Grand Trou, à proximité du quartier du Moulin-à-vent.

## Origine du nom
Elle longeait la limite est de l'emprise de l'usine Patay, construite en 1915 par Marius Patay. La voie porte le nom de cette usine de construction électrique. 

## Historique
Elle dessert des maisons construites vers 1930.

## Lieu remarquable
L'usine Patay, a employé jusqu'à 500 salariés pour la fabrication de ses moteurs électriques. Cette usine est détruite en 2019 pour laisser la place nette afin d'y construire un vaste ensemble immobilier.